# Peter Brabeck-Letmathe
Peter Brabeck-Letmathe (Villach, 13 de novembro de 1944) é um executivo austríaco. Ele é chairman emérito, ex-chairman e CEO do grupo Nestlé, e ex-chairman da Formula One Management.